# 上山春平
上山 春平（うえやま しゅんぺい、1921年1月16日 - 2012年8月3日）は、日本の哲学者。京都大学名誉教授。従三位。紫綬褒章受章者、文化功労者、勲二等授旭日重光章受章。

## 経歴
出生から修学期
1921年、台湾で生まれた。台北高等学校で学び、高校時代から哲学や宗教に関心を持った。京都帝国大学文学部哲学科に進んだが、太平洋戦争の戦局悪化により徴兵され、1943年に卒業。その後は海軍に入隊した。人間魚雷回天に搭乗するも死を免れた。
太平洋戦争後
戦後は1948年に和歌山県立田辺高等学校教諭となった。同年、愛知第二師範学校助教授に就いた。1954年、京都大学人文科学研究所助教授に転じた。1968年に教授昇格。1982年、第11代京都大学人文科学研究所所長に就任。1984年に所長を退任。その後、京都国立博物館館長、京都市立芸術大学学長を務めた。
2012年8月3日、パーキンソン病のため、京都市内の自宅で死去。91歳没。没日付けで正七位から従三位へ昇叙。

## 業績
初期の関心はアメリカのプラグマティズム哲学の研究であったが、のち日本を中心にした仏教、国家論、戦争論、日本文化論などに移った。1995年1月には皇居の講書始で「日本の国家について」を進講した。
梅原猛、梅棹忠夫らの「新・京都学派」の一人。関係者らとの書簡は「上山春平研究資料」として京都大学図書館に収められている。主要著作は法藏館より『上山春平著作集』（全10巻）に収められている。

## 受賞・栄典
- 1988年：紫綬褒章受章。
- 1994年：文化功労者。
- 1998年：叙勲二等授旭日重光章[8]。

## 著作
著書
- 『歴史分析の方法：比較史方法論序説』三一書房 1962
- 『弁証法の系譜：マルクス主義とプラグマティズム』未來社 1963
- 『大東亜戦争の意味 現代史分析の視点』中央公論社 1964
- 『日本のナショナリズム』至誠堂新書 1965
- 『日本の土着思想：独想的なリベラルとラディカル』弘文堂 1965
- 『明治維新の分析視点』講談社 1968
- 『大東亜戦争の遺産』中央公論社(中公叢書) 1969
  - 改題新版『憲法第九条 大東亜戦争の遺産：元特攻隊員が託した戦後日本への願い』明月堂書店 2013
- 『第2次世界大戦』(世界の歴史 23) 河出書房新社 1970
  - 文庫化
- 『日本の思想：土着と欧化の系譜』サイマル出版会 1971
  - 選書化 岩波書店(同時代ライブラリー) 1998
- 『深層文化の試掘』(神々の体系・正) 中公新書 1972
- 『記紀神話の政治的背景』(神々の体系・続) 中公新書 1975
- 『歴史と価値』岩波書店 1972
- 『深層文化論序説』講談社学術文庫 1976
- 『仏教思想の遍歴：空海から親鸞へ』角川書店 1977
- 『埋もれた巨像：国家論の試み』岩波書店 1977
- 『哲学の旅から』朝日選書 1979
- 『城と国家 戦国時代の探索』小学館 1981
- 『空海』朝日新聞社(朝日評伝選) 1981
  - 朝日選書
- 『対話・日本の国家を考える』徳間書店 1985
- 『天皇制の深層』朝日新聞社(朝日選書) 1985
- 『受容と創造の軌跡：日本文明史の構想』角川書店 1990
- 『日本の成立』文藝春秋 1994

著作集
- 『上山春平著作集』(全10巻) 法藏館 1994-96

1. 第1巻（哲学の方法）
2. 第2巻（歴史の方法）
3. 第3巻（革命と戦争）
4. 第4巻（天皇制のデザイン）
5. 第5巻（神と国家）
6. 第6巻（日本の深層文化）
7. 第7巻（仏教と儒教）
8. 第8巻（空海と最澄）
9. 第9巻（創造的な思想家たち）
10. 第10巻（日本文明史序説）

共編著
- 『科学の思想 第2』(現代日本思想大系 26) 川上武・筑波常治共編、筑摩書房 1964
- 『日本のナショナリズム』(近代日本の名著 10) 編、徳間書店 1966
- 『人間 人類学的研究』川喜田二郎・梅棹忠夫共編、中央公論社 1966
- 『価値』(岩波講座哲学 9) 粟田賢三共編、岩波書店 1968
- 『照葉樹林文化 日本文化の深層』編、中公新書 1969
- 『日本と東洋文化 シンポジウム』梅原猛共編、新潮社 1969
- 『存在の分析 アビダルマ』(仏教の思想 2) 桜部建対話、角川書店 1969
  - 改訂 角川ソフィア文庫
- 『空の論理<中観>』(仏教の思想 3) 梶山雄一対話、角川書店 1969
- 『無限の世界観<華厳>』(仏教の思想 6) 鎌田茂雄対話、角川書店 1969
- 『認識と超越<唯識>』(仏教の思想 8) 服部正明対話、角川書店 1969
- 『西田幾太郎』(日本の名著 47) 責任編集、中央公論社 1970
  - 普及版
- 『日本学事始』梅原猛共著 小学館 1972
  - 集英社文庫 1985
- 『仏教の思想：その原形をさぐる』梶山雄一共編、中公新書 1974
- 『続・照葉樹林文化（東アジア文化の源流）』佐々木高明・中尾佐助共著、中公新書 1976
- 『第三世代の学問 「地球学」の提唱』竹内均共著、中公新書 1977
- 『日本文化の系譜』中尾佐助対談、徳間書店 1982
- 『空海を解く：その思想と背景 IBM四国空海シンポジウム』森浩一共編、徳間書店 1984
- 『稲作文化：照葉樹林文化の展開』渡部忠世共編、中公新書 1985
- 『伊勢神宮 シンポジウム』人文書院 1993

翻訳
- 『哲学の諸問題』(ウィリアム・ジェイムズ著作集 7) 日本教文社 1961
- 『プラグマティズム』(世界思想教養全集 14) 河出書房新社 1963

「信念のかため方」チャールズ・サンダース・パース著
- 『パース/ジェイムズ/デューイ』(世界の名著 48) 責任編集、中央公論社 1968
- 『親鸞・道元・日蓮 ほか』(日本の古典 12) 河出書房新社 1973

「三教指帰」空海著

## 評伝
- 荒井正雄『現代日本の深層国家像：上山春平論抄』晃洋書房 2004
- 菅原潤『上山春平と新京都学派の哲学』晃洋書房 2019